# Pfalz Dr.I
Pfalz Dr.I – niemiecki trójpłatowy samolot myśliwski z okresu I wojny światowej, zaprojektowany i zbudowany w niemieckiej wytwórni Pfalz-Flugzeugwerke w Spirze. Maszyna była jedynym prócz Fokkera Dr.I niemieckim trójpłatowym myśliwcem, który trafił do produkcji seryjnej. Kłopoty z napędem spowodowały jednak, że zbudowano zaledwie 10 egzemplarzy samolotu, który używany był bojowo przez Luftstreitkräfte od kwietnia 1918 roku. Pfalz Dr.I legitymował się najlepszą prędkością wznoszenia spośród wszystkich niemieckich myśliwców używanych podczas I wojny światowej.

## Historia
Sukcesy odnoszone przez pierwsze zbudowane w koncepcji trójpłata myśliwce Sopwith Triplane spowodowały, że Idflieg wydał polecenie skonstruowania podobnej maszyny dla niemieckiego lotnictwa. Co najmniej 15 niemieckich i austro-węgierskich firm lotniczych rozpoczęło projektowanie trójpłatów, często przekonstruowując istniejące dwupłatowce. W 1917 roku w zakładach Pfalz-Flugzeugwerke w Spirze zbudowano prototyp trójpłatowego samolotu myśliwskiego, zaprojektowanego od początku w takim układzie. Do napędu płatowca użyto nowatorskiego, birotacyjnego silnika gwiazdowego Siemens-Halske Sh.III, w którym wał korbowy wraz ze śmigłem wirowały w przeciwnym kierunku niż cylindry. Podczas przeprowadzonych od sierpnia do października 1917 roku prób myśliwiec uzyskał najlepszą prędkość wznoszenia spośród wszystkich niemieckich samolotów z I wojny światowej, osiągając wysokość 5000 metrów w czasie 11,5 minuty (w porównaniu z 35 minutami osiąganymi przez Albatrosa D.V, standardowego wówczas niemieckiego myśliwca. Osiągi te spowodowały chęć zamówienia przez Idflieg jak największej liczby tych samolotów, jednak uniemożliwiły to problemy z niedopracowanym silnikiem Sh.III, który pomimo zmniejszenia momentu pędu wirującej masy jednostki napędowej (głównego problemu silników rotacyjnych) przegrzewał się (z powodu niewielkiej prędkości obrotu cylindrów wynoszącej 15 obr./s, w porównaniu do 20–25 obr./s w typowych silnikach rotacyjnych). W grudniu 1917 roku do Spiry przybył Manfred von Richthofen w celu przetestowania maszyny w locie. W jego ocenie własności lotne Pfalza były gorsze od Fokkera Dr.I, a silnik Sh.III nie osiągał mocy maksymalnej; w rezultacie wydał opinię, że Pfalz Dr.I nie nadaje się do produkcji na dużą skalę. Ostatecznie rozpoczęto produkcję seryjną Dr.I, jednak wyprodukowano zaledwie 10 egzemplarzy serii próbnej. Pfalz Dr.I był jednym z dwóch niemieckich trójpłatowych myśliwców, które trafiły podczas wojny do produkcji seryjnej (wraz ze zbudowanym w znacznie większej ilości Fokkerem Dr.I). W porównaniu do tej ostatniej maszyny Pfalz Dr.I miał słabszą zwrotność, a ponadto był wolniejszy od współczesnych mu alianckich myśliwców dwupłatowych.

## Użycie
Pfalz Dr.I trafił na front wiosną 1918 roku, kiedy to maszyny seryjne zostały przekazane na wyposażenie Jagdstaffel 73. Według sporządzanych co dwa miesiące wykazów, najwięcej myśliwców Pfalz Dr.I w eskadrach bojowych znajdowało się 30 kwietnia 1918 roku (dziewięć sztuk), spadając 30 czerwca do siedmiu egzemplarzy i 31 sierpnia do zaledwie jednego.

## Opis konstrukcji i dane techniczne

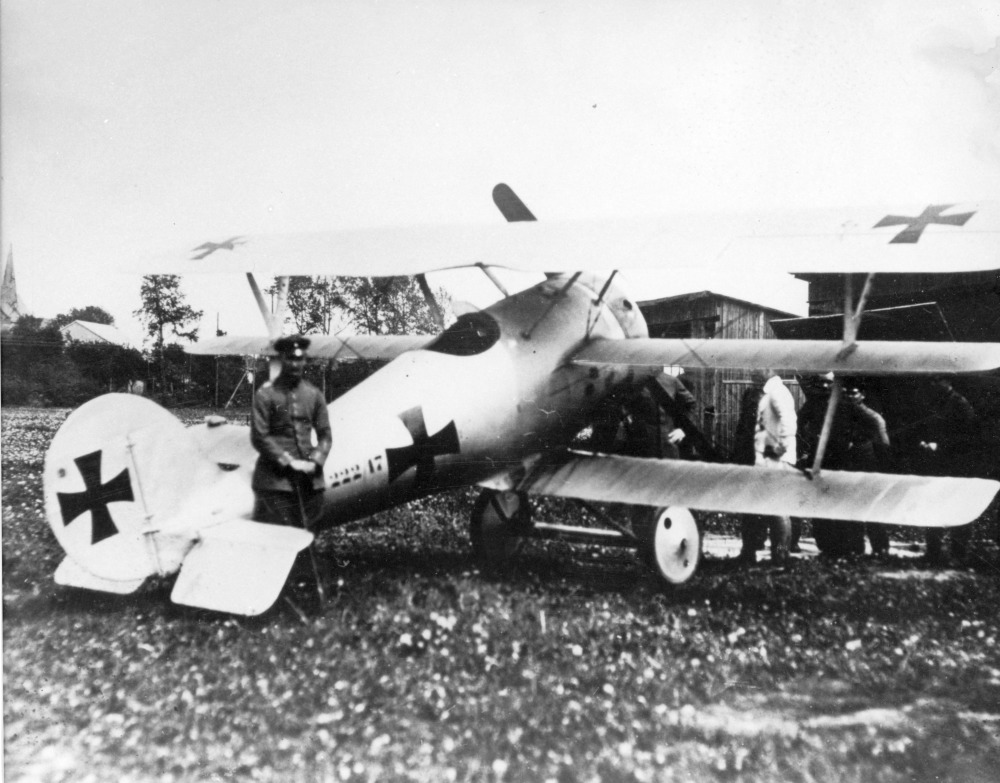
Seryjny Pfalz Dr.I nr 222/17

Pfalz Dr.I był jednosilnikowym, jednoosobowym trójpłatem myśliwskim. Pękaty, wyprofilowany aerodynamicznie kadłub o konstrukcji skorupowej wykonany był ze sklejki, a jego szkielet tworzyła drewniana rama wzmocniona wstawkami sklejkowymi; statecznik pionowy był integralną częścią kadłuba. Długość samolotu wynosiła 5,5 metra, a jego wysokość 2,7 metra. Rozpiętość skrzydeł wynosiła od 8,55 metra (górne) poprzez 8,1 metra (środkowe) do 7,82 metra (dolne), zaś ich cięciwy odpowiednio 1,1 metra, 0,5 metra i 0,7 metra. Odległość między skrzydłami górnym i środkowym wynosiła 0,78 metra, zaś między środkowym a dolnym 0,75 metra; przesunięcie płatów w poziomie wynosiło 0,7 metra. Lotki znajdowały się tylko na górnym płacie; skrzydła oraz stery kierunku i wysokości pokryte były płótnem. Powierzchnia nośna wynosiła 17 m². Masa własna wynosiła 510 kg, zaś masa całkowita (startowa) 705 kg. Podwozie dwukołowe, z wysokimi goleniami wykonanymi z rur stalowych.
Napęd stanowił chłodzony powietrzem 11-cylindrowy birotacyjny silnik gwiazdowy Siemens-Halske Sh.III o mocy 118 kW (160 KM), osłonięty okrągłą aluminiową osłoną wyposażoną w 12 dużych otworów wentylacyjnych, napędzający stałe, drewniane, dwułopatowe śmigło ciągnące. Prędkość maksymalna wynosiła 190 km/h na wysokości 4000 metrów. Długotrwałość lotu wynosiła 1,5 godziny. Maszyna osiągała wysokość 1000 metrów w czasie 1,5 minuty, 2000 metrów w 3 minuty, 3000 metrów w 5,5 minuty, 4000 metrów w 8,5 minuty, 5000 metrów w 11,5 minuty, zaś na osiągnięcie 6000 metrów samolot potrzebował 14,5 minuty. Pułap wynosił 6500 metrów.
Myśliwiec uzbrojony był w dwa stałe zsynchronizowane karabiny maszynowe LMG 08/15 kalibru 7,92 mm, umieszczone na grzbiecie kadłuba.